# Alpiner Buntsandstein
Der Alpine Buntsandstein ist eine lithostratigraphische Formation der unteren Trias, dem Skythium. Im Gegensatz zur vorwiegend im Meer entstandenen Werfen-Formation wurde der alpine Buntsandstein großteils von  Flüssen abgelagert, ist also ein fluviatiles Sediment.

## Geschichte
Die Begriffe Buntsandstein der Alpen und Alpenbundsandstein gehen auf Carl Wilhelm von Gümbel zurück, der sie zum ersten Mal in den Jahren 1858 bis 1861 verwendete. Mit den Begriffen sollte eine Unterscheidung zum lithologisch abweichenden germanischen Buntsandstein zum Ausdruck gebracht werden.

## Definition und Verbreitungsgebiet
Der Alpine Buntsandstein findet sich im Westteil der Nördlichen Kalkalpen, besonders in deren südlichen Bereich. Gegen Osten hin ist er in den Nördlichen Kalkalpen bis in den Raum Salzburg zu finden. Außerdem findet sich Alpiner Buntsandstein in den Ostalpinen Decken der südlichen Kalkalpen wie im Drauzug sowie vereinzelt im Mittelkärntner Raum. In den Nördlichen Kalkalpen ist er mit der Werfen-Formation verzahnt, die den Buntsandstein vom Hangenden bis zum Liegenden gegen Osten hin immer mehr ersetzt. Neben der Werfen-Formation wird der Buntsandstein auch von der Reichenhall-Formation überlagert. Unterlagert wird der Buntsandstein unter anderen von Alpinem Verrucano, der Präbichl-Formation und der Gröden-Formation. Der Alpine Buntsandstein kann einige hundert Meter mächtig werden.
Lithologisch handelt es sich beim Buntsandstein meist um rote, aber auch um violette, graue, braune oder grünliche Quarzsandsteine, deren Feldspatgehalt meist nur gering ist. An den Bankungsgrenzen kommen Ton- und Mergellagen vor. Das Material wurde vor allem aus nördlicher und nordwestlicher Richtung geschüttet und muss einen weiten Transportweg hinter sich gehabt haben.

## Subformationen
In einigen Publikationen wird der Untere vom Oberen Buntsandstein abgetrennt. Die fluviatilen Sedimente des Unteren Buntsandsteins gehen zunehmend in die marinen Sedimente eines flachen Küstenbereichs über, ehe nach einem Meeresrückzug wieder fluviatile Sedimente des Oberen Buntsandsteins einsetzen.